# Santa Severina
Santa Severina este o comună în provincia Crotone, în regiunea Calabria (Italia).

## Personalități

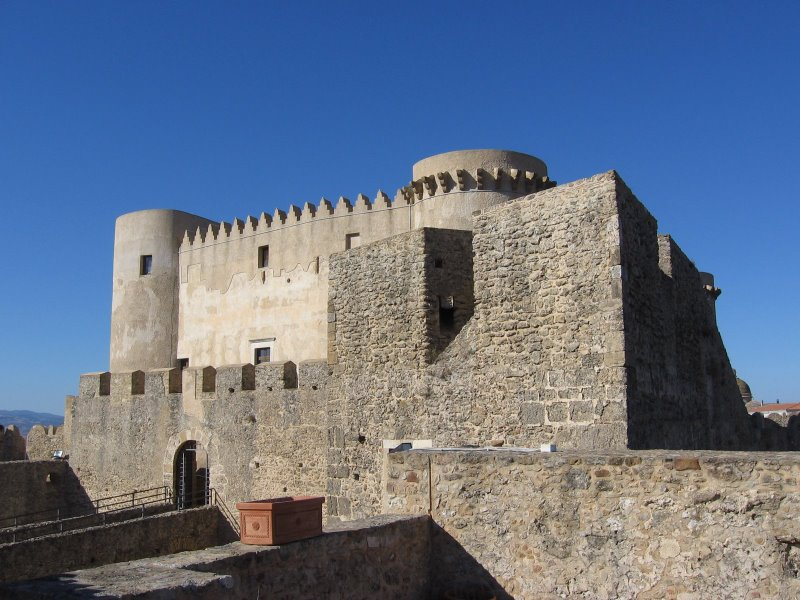
Castelul

Localizarea în provincia Crotone

- Papa Zaharia

## Populație străină
În ziua 31 decembrie 2010 cetățenii străini rezidenți erau 908 de oameni (5,75% din populație).
Naționalitățiile principale erau:
- România 238 (1,51%, 26,21% din cetățenii străini rezidenți)
- Maroc 213 (1,35%)
- Ucraina 114 (0,72%)

## Demografie
Santa Severina - evoluția demografică

|  | Graficele sunt indisponibile din cauza unor probleme tehnice. Mai multe informații se găsesc la Phabricator și la wiki-ul MediaWiki. |

Date: Recensăminte sau birourile de statistică - grafică realizată de Wikipedia